# Казаринов, Юрий Михайлович (ОИЯИ)
Ю́рий Миха́йлович Каза́ринов (12 октября 1919 года, Пермь — 3 июня 1994 года) — советский радиофизик, доктор физико-математических наук, лауреат Сталинской премии.

## Биография
Родился 12 октября 1919 года в Перми.
Участник Великой Отечественной войны, гвардии старший техник-лейтенант, награждён медалью «За боевые заслуги» (1944).
Окончил Ленинградский политехнический институт (1947).
В 1948—1956 гг. работал в Гидротехнической лаборатории АН СССР (Дубна). С 1956 по 1994 г. научный сотрудник, старший научный сотрудник, начальник отдела, главный научный сотрудник Лаборатории ядерных проблем ОИЯИ.
Доктор физико-математических наук (диссертацию защитил в ОИЯИ), профессор.
Специалист в области изучения рассеяния нуклонов и электронов на нуклонах, поляризационных эффектов в адрон-нуклонном рассеянии, фазового анализа и методике физического эксперимента. Соавтор открытия «Явление изменения знака поляризации протонов при их упругом рассеянии на протонах при высоких энергиях».
Умер 3 июня 1994 года.

## Награды
- Сталинская премия 1953 года — за экспериментальные исследования элементарных взаимодействий нуклонов с нуклонами и K-мезонами, выполненные на установке «М» Гидротехнической лаборатории.
- Орден Отечественной войны 2-й степени,
- Орден Дружбы народов,
- медали:
«За боевые заслуги» (1944).

## Публикации
1. Нуклон-нуклонное и пион-нуклонное взаимодействия в области энергий до 1 ГЭВ [Текст] / Раппортер: Ю. М. Казаринов. — Дубна : [б. и.], 1964. — 41 с. : ил.; 22 см.
2. Фазовый анализ нуклон-нуклонного рассеяния при энергии 147 МЭВ. Р-1206 [Текст] / Ю. М. Казаринов, В. С. Киселев, И. Н. Силин ; Объедин. ин-т ядерных исследований. Лаборатория ядерных проблем. Вычислит. центр. — Дубна : [б. и.], 1963. — 12 с. : граф.; 29 см.
3. Совместный фазовый анализ нуклон-нуклонного рассеяния при энергия 40, 95, 147, 210, 310 Мэв. Р-1011 [Текст] / Ю. М. Казаринов, И. Н. Силин ; Объедин. ин-т ядерных исследований. Лаборатория ядерных проблем. — Дубна : [б. и.], 1962. — 23 с. : граф.; 28 см.